# 釉鷓鴣斑碗

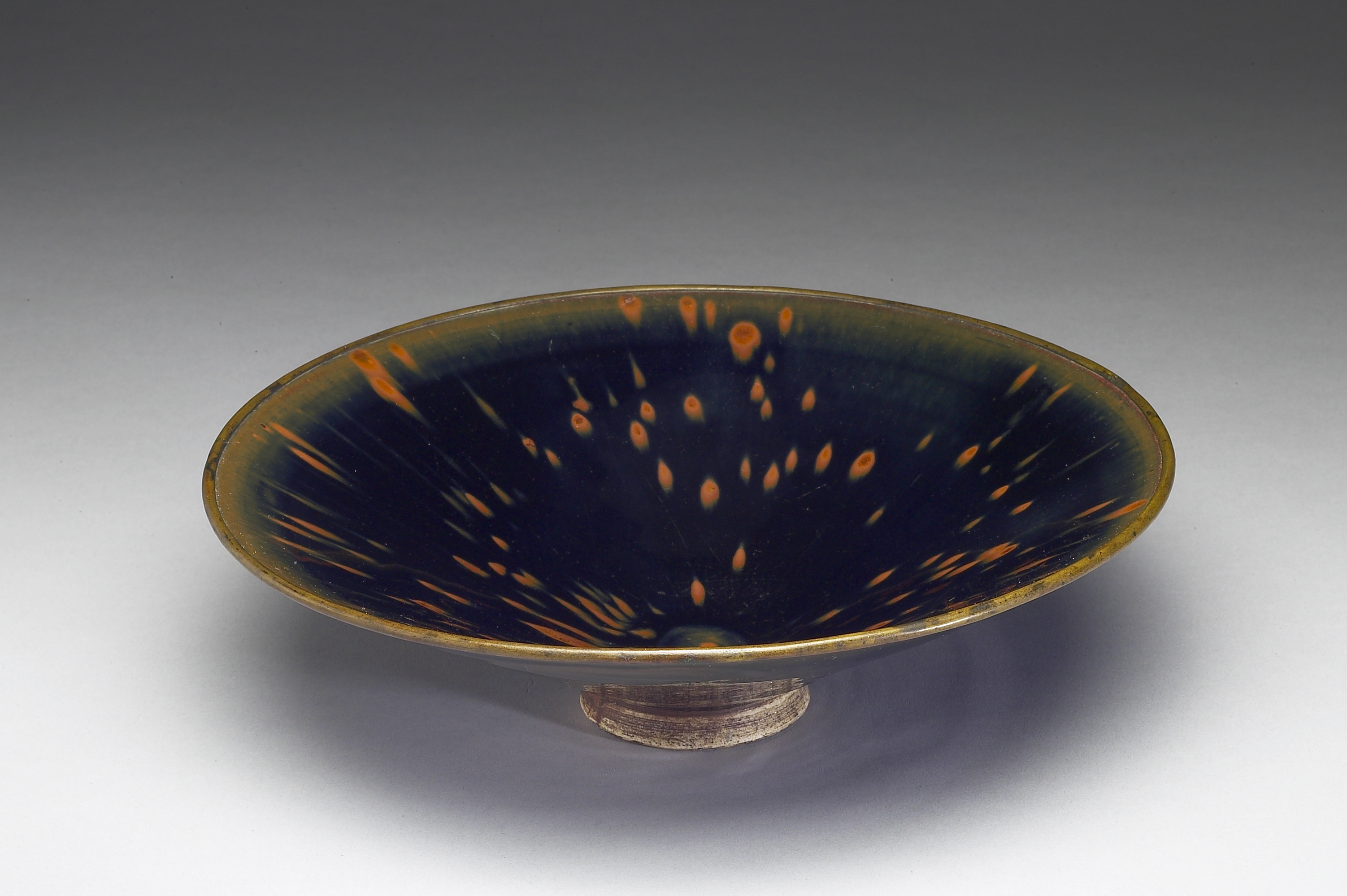
黑釉鷓鴣斑碗（侧面）

宋至金 釉鷓鴣斑碗為西元12-13世紀，宋代至金期間所燒製陶瓷茶碗，黑釉上飾以柿醬色斑點的習慣在福建及河南、河北窯場皆有所見；本件器皿白胎、兼且大撇口造型，與數件日本、韓國收藏的金花定碗相似；胎質不若一般定窯器的堅緻，原產地不詳，據推測為宋、金間北方瓷窯作品。

## 基本特徵
此碗雖為茶盞，但功能上歸於食器，高5. 8公分，口徑20. 3公分，底徑4. 7公分，足徑4. 9公分，比當時宋朝茶碗基本口徑（≤15公分）稍大，堪比唐代茶碗口徑（10 – 25公分）。
此碗外形屬於斗笠碗，大撇口，全器壁薄而輕，腹淺壁斜，圈足很小，足壁銳直且微微外斜，底挖不足肩；全器施以黑釉，釉色黑亮烏金，但僅施及壁足交接處，圈足沒有釉的地方露出白胎；圈足胎骨堅薄，胎外似乎曾經施了褐色汁，至於足裡則施釉有些不勻；器內滿佈自裡心向外放射的醬柿色點，那是由另一種含鐵顏料點繪而成的，筆觸鮮明，雖非精準同心，然而快速潑點的筆意在黑色交映下，使醬柿色格外華麗。外壁釉色則黑中帶黃褐色暈斑，偶出一二鐵繪線。

## 關於
宋代盛行鬥茶，為配合這種活動，茶盞造型與顏色均是精心設計，在追求文人精神美學同時講究實用性。
首先，撇口大、茶盞中心小造型易於茶筅以中心為支點攪拌，且口大易於觀察茶色與泡沫變化，這是評判一杯茶好壞的根據。此外，宋代人喝茶通常會把茶水與茶末同飲，飲畢杯中不留渣，茶盞淺腹斜壁造型有助於這種飲茶習慣。
在釉色方面，不同於唐代茶盞與中國歷代其他種類陶瓷器追求秘色，宋代茶盞反其道而行尚黑色，黑色被視為茶盞中最頂級釉色，宋徽宗《大觀茶論》 既有云：「釉色貴青黑」。這也與鬥茶有關，蔡襄《茶錄》 曾載：「茶色白，宜黑盞」，因之鬥茶慣用末茶，寬大碗口且對比性強的黑色易於觀察白色的泡沫變化以及碗沿沾上水痕的時機。
此碗器內點狀紋路形像鷓鴣鳥斑紋，故此類斑紋在茶盞裡稱為鷓鴣斑，是追取北宋蘇軾、黃庭堅所讚譽的茶碗“建安瓷碗鷓鴣斑”、“鷓鴣斑中吸春露”、“金縷鷓鴣斑”的詩意。鷓鴣斑可在器內或器外，或器內外皆有。陶谷《清異錄》中曾寫道：「閩中造盞，花紋鷓鴣斑點，試茶家珍之」，鷓鴣斑在宋代茶盞中很是受歡迎。

## 其他
在茶盞中有一紋樣稱為油滴斑，同樣是呈點狀，與鷓鴣斑很像，難以分辨，故目前學界對所謂“鷓鴣斑”仍未有定論，有認為是黑釉中結晶析出的點狀油滴斑，或亦有以為是白色斑點者。所以，有人說兩者為同樣的斑紋，只是名稱上不同，也有人認為兩者屬於不同的斑紋，甚至隨著不同國家又有不同說法，眾說紛紜。